# Creu de Santa Anna
La creu de Santa Anna és una creu de terme situada a la plaça Santa Anna de la parròquia andorrana d'Escaldes-Engordany.
És una creu de pedra, d'estil gòtic, datada del segle XVII. Marcava el camí que connecta Escaldes i Engordany. A principis del segle xx, a la base hi havia un roc circular que ha estat substituït, amb el pas dels anys, per un cub petit. L'interès de la peça se centra en el capitell, en què es pot veure el relleu de Crist crucificat i la Mare de Déu. La decoració es completa amb els motius vegetals que apareixen en els braços de la creu.
L'any 1996 la creu va ser restaurada i traslladada al Centre d'Art d'Escaldes-Engordany, per motius de conservació, deixant una còpia a la plaça Santa Anna.

## Imatges

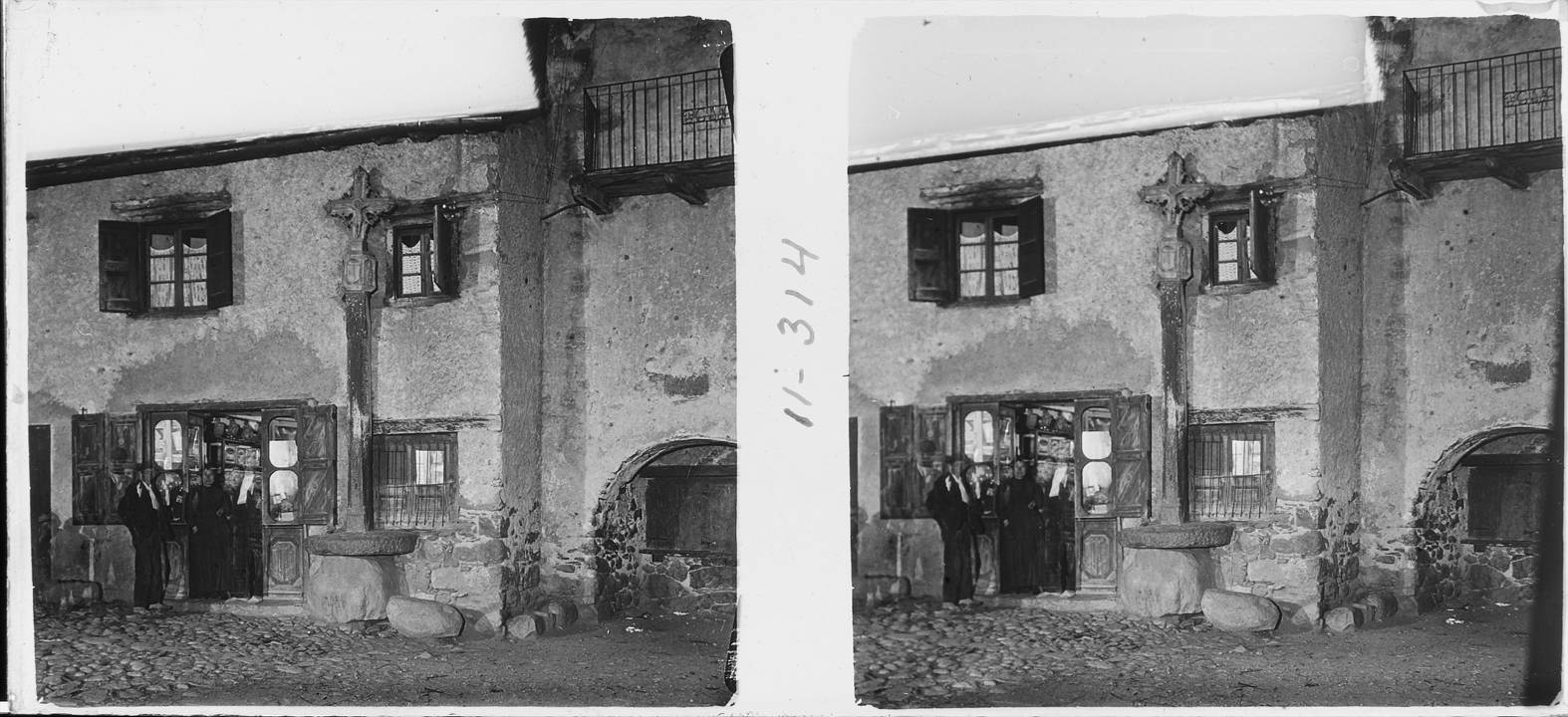
La creu, el 1916
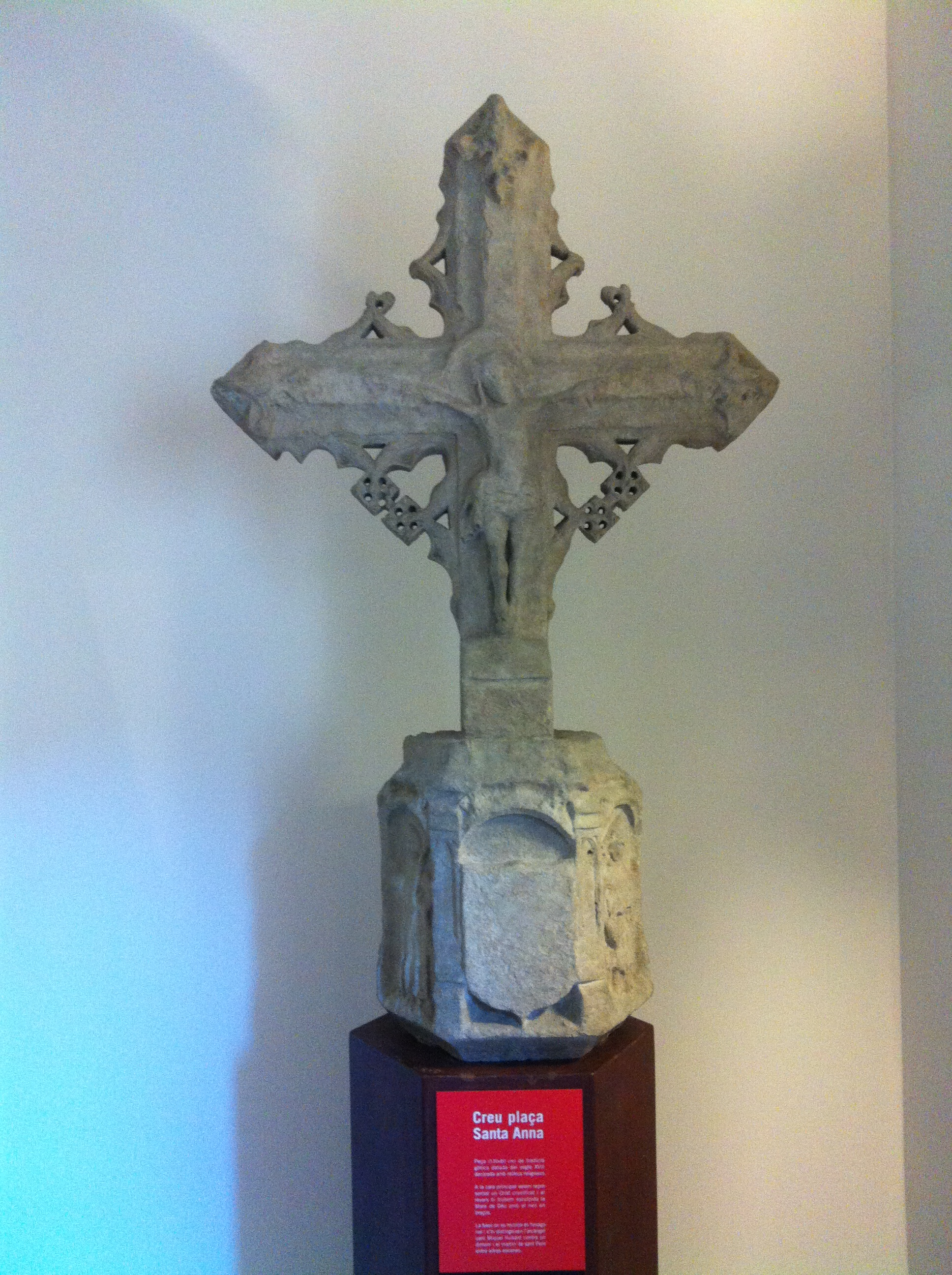
Creu original al CAEE